# Cantone di Rabastens-de-Bigorre
Il Cantone di Rabastens-de-Bigorre era una divisione amministrativa dell'arrondissement di Tarbes.
A seguito della riforma approvata con decreto del 25 febbraio 2014, che ha avuto attuazione dopo le elezioni dipartimentali del 2015, è stato soppresso.

## Composizione
Comprendeva i comuni di:
- Ansost
- Barbachen
- Bazillac
- Bouilh-Devant
- Buzon
- Escondeaux
- Gensac
- Lacassagne
- Laméac
- Lescurry
- Liac
- Mansan
- Mingot
- Monfaucon
- Moumoulous
- Peyrun
- Rabastens-de-Bigorre
- Saint-Sever-de-Rustan
- Sarriac-Bigorre
- Ségalas
- Sénac
- Tostat
- Trouley-Labarthe
- Ugnouas